# Május 16.
Május 16. az év 136. (szökőévben 137.) napja a Gergely-naptár szerint. Az évből még 229 nap van hátra.
Névnapok: Mózes, Botond + Hannibál, János, Nepomuk, Pellegrin, Simon, Sion, Szimonett, Szimonetta, Ubul, Ugod

## Események
- 1877 – „Seize Mai”: Patrice de Mac-Mahon elnök puccskísérlete Franciaországban.
- 1881 – Esztergomban megalakul a Magyar Vöröskereszt.
- 1935 – Csehszlovákia és a Szovjetunió kölcsönös segélynyújtási szerződést köt.
- 1960 – Theodore H. Maiman megalkotja az első lézert
- 1966 - Kínában megkezdődik a kulturális forradalom.
- 1975 – Az első nőnek – Tabei Dzsunkonak – sikerült megmásznia a Mount Everestet.
- 1977 – Franciaországban új gaulle-ista párt alakul.
- 1989 – Botrány tör ki a magyarországi matematika érettségik tételsorának idő előtti kiszivárgása miatt, végül az az évi matematika érettségiket érvénytelenítik.
- 2001 – Megnyílik az újonnan épített Zalaegerszeg-Muraszombat vasútvonal.
- 2007 – Jacques Chiracot tizenkét évi elnökség után Nicolas Sarkozy váltja a francia államfői székben.

## Sportesemények
Formula–1
- 1976 –  belga nagydíj, Zolder - Győztes: Niki Lauda  (Ferrari)
- 1999 –  monacói nagydíj, Monte Carlo - Győztes: Michael Schumacher  (Ferrari)
- 2010 –  monacói nagydíj, Monte Carlo - Győztes: Mark Webber  (Red Bull Racing Renault)

## Születések
- 1611 – XI. Ince pápa († 1689)
- 1718 – Maria Gaetana Agnesi, olasz nyelvész, matematikus és filozófus († 1799)
- 1801 – William H. Seward politikus, az USA külügyminisztere († 1872)
- 1821 – Pafnutyij Lvovics Csebisev orosz matematikus († 1894)
- 1823 – Heymann Steinthal német nyelvész és filozófus († 1899)
- 1842 – Feketeházy János magyar hídépítő mérnök († 1927)
- 1865 – Holló Barnabás magyar szobrászművész († 1917)
- 1883 – Celal Bayar török politikus, a Török Köztársaság harmadik elnöke († 1986)
- 1887 – Pasteiner Iván könyvtáros, az Egyetemi Könyvtár igazgatója († 1962)
- 1889 – Nemes János magyar földbirtokos, felsőházi tag († 1970)
- 1898 – Tamara de Lempicka, lengyel emigráns festő († 1980)
- 1905 – Herbert Ernest Bates (H. E. Bates) angol író († 1974)
- 1905 – Henry Fonda Oscar-díjas amerikai színész († 1982)
- 1909 – Luigi Villoresi olasz autóversenyző († 1997)
- 1911 – Rodolfo (er. Gács Rezső) magyar bűvész († 1987)
- 1917 – George Gaynes, születési nevén George Jongejans, finn származású amerikai színész († 2016)
- 1921 – Horváth Jenő magyar színész, rendező, forgatókönyvíró, érdemes művész († 1994)
- 1925 – Novák Ilona olimpiai bajnok úszó († 2019)
- 1926 – Norm Hall amerikai autóversenyző († 1992)
- 1926 – Sütő Irén magyar színésznő érdemes művész († 1991)
- 1927 – Máthé Erzsi Kossuth-díjas magyar színművésznő, a nemzet színésze († 2023)
- 1935 – Ember Judit Balázs Béla-díjas magyar filmrendező, kiváló művész († 2007)
- 1939 – Kakuts Ágnes Déryné-díjas magyar színésznő, a kolozsvári Állami Magyar Színház örökös tagja († 2019)
- 1943 – Grunwalsky Ferenc magyar filmrendező, operatőr
- 1944 – Danny Trejo mexikói-amerikai színész
- 1945 – Lévay Szilveszter magyar származású Amerikában élő zeneszerző
- 1945 – Török Sarolta magyar színésznő († 2009)
- 1946 – Berki Tamás Máté Péter-díjas magyar zenész, zeneszerző, énekes
- 1946 – Robert Fripp brit gitáros
- 1948 – Környei Attila basszusgitáros, menedzser
- 1952 – Felföldi László magyar színész († 1998)
- 1953 – Pierce Brosnan amerikai színész
- 1955 – Hazel O’Connor angol énekesnő és színésznő
- 1957 – Jurij Julianovics Sevcsuk szovjet-orosz zeneszerző és énekes
- 1957 – Kárpáti Denise magyar színésznő
- 1959 – Andrew Litton amerikai karmester
- 1961 – Solveig Dommartin francia színésznő († 2007)
- 1963 – Szalay Kriszta magyar színésznő, író
- 1964 – Bérces Edit ultramaratoni futó, világcsúcstartó, világ- és Európa-bajnok
- 1964 – Hegedűs Zoltán Jászai Mari-díjas magyar színész
- 1965 – Krist Novoselic amerikai rockzenész, a Nirvana együttes alapító tagja
- 1965 – Mehmet Murat İldan török regényíró, drámaíró
- 1966 – Janet Jackson amerikai popénekesnő
- 1969 – David Boreanaz amerikai színész
- 1977 – Lynn Collins amerikai színésznő
- 1980 – Jenris Vizcaino kubai atléta
- 1981 – Joseph Morgan angol színész
- 1981 – Szergej Novickij orosz jégtáncos
- 1985 – Kazi Tamás magyar középtávfutó
- 1986 – Danics Dóra magyar énekesnő
- 1990 – Thomas Brodie-Sangster angol színész
- 1991 – Grigor Dimitrov bolgár teniszező

## Halálozások
- 1561 – Jan Tarnowski lengyel hadvezér (* 1488)
- 1830 – Joseph Fourier francia matematikus, fizikus, a Fourier-sor megalkotója, ő fedezte fel az üvegházhatást, valamint róla nevezték el a Fourier-transzformációt is (* 1768)
- 1884 – Kriztianovich Ignác, horvát író, fordító, nyelvész (* 1796)
- 1891 – Ion Brătianu politikus (Ion I. C. Brătianu apja), az 1848-as román felkelés prefektusa, Románia miniszterelnöke (* 1821)
- 1926 – VI. Mehmed az Oszmán Birodalom 37. szultánja (* 1861)
- 1926 – Vályi Gábor jogász, a kolozsvári egyetem statisztika tanára, rektora (* 1844)
- 1938 – Sávoly Ferenc magyar meteorológus, a magyarországi agrometeorológia megalapozója (* 1870)
- 1942 – Bronisław Malinowski lengyel származású antropológus, őt tartják a szociális antropológia atyjának (* 1884)
- 1947 – Frederick Gowland Hopkins Nobel-díjas angol biokémikus (* 1861)
- 1949 – Gyürky Gyula magyar bányamérnök, bányaigazgató (* 1860)
- 1953 – Django Reinhardt roma származású dzsessz-gitáros, az európai dzsessz kiemelkedő alakja, műfajteremtő újítója (* 1910)
- 1957
  - Eliot Ness amerikai szövetségi ügynök, aki az Al Capone elleni küzdelméről ismert (* 1903)
  - Haám Artúr magyar földbirtokos, politikus, országgyűlési képviselő (* 1881)
- 1969 – Eckhardt Sándor irodalomtörténész, nyelvész, egyetemi tanár, az MTA tagja (* 1890)
- 1984 – Andy Kaufman amerikai humorista és színész, akit provokatív fellépései tettek ismertté (* 1949)
- 1985 – Antos Kálmán magyar zeneszerző, egyházkarnagy, orgonista, zenepedagógus (* 1902)
- 1990 – Sammy Davis Jr. amerikai zenész, előadó (* 1925)
- 1992 – Marisa Mell (sz. Marlies Theres Moitzi) osztrák színésznő (Nem kell mindig kaviár) (* 1939)
- 1993 – Hamza D. Ákos magyar magyar festőművész, filmrendező (* 1903)
- 1995 – Red Amick (Richard Amick) amerikai autóversenyző (* 1929)
- 2004 – Rökk Marika magyar származású amerikai színésznő-táncosnő, operettprimadonna (* 1913)
- 2006 – Dr. Kollányi László Fleischmann Rudolf-díjas növénynemesítő (* 1934)
- 2008 – Kármán György orgonaművész, zenetanár, a Zsidó Egyetem Liturgia tanszékének vezetője (* 1933)
- 2010 – Ronnie James Dio amerikai heavy metal énekes és szövegíró (* 1942)
- 2010 – Végvári Tamás Jászai Mari-díjas magyar színész (* 1937)
- 2011 – Nagy Sándor csillagász (* 1945)
- 2016 – Kaján Tibor magyar karikaturista, grafikus (* 1921)
- 2024 – Jantyik Csaba magyar színész, rendező (* 1964)